# Miljenko Jergović
Miljenko Jergović (ur. 28 maja 1966 w Sarajewie) – bośniacki prozaik, poeta i publicysta pochodzenia chorwackiego. Obecnie mieszka i pracuje w Zagrzebiu w Chorwacji.

## Życiorys
Urodził się i wychował w Sarajewie, gdzie ukończył filozofię i socjologię na Wydziale Filozofii Uniwersytetu w Sarajewie. Zadebiutował w 1988 tomem wierszy Opservatorija Varšava. W roku 1992 rozpoczął współpracę jako dziennikarz i wydawca z tygodnikiem „Nedjeljna Dalmacija”. W roku 1993 przenosi się do Zagrzebia. Jego pierwszy i najbardziej znany zbiór opowiadań o życiu w ogarniętej wojną Bośni i Hercegowinie Sarajevski Marlboro, wydany w roku 1994 zapewnił mu międzynarodowe uznanie.
W 2012 roku pisarz otrzymał Nagrodę Literacką Europy Środkowej „Angelus” za powieść Srda śpiewa o zmierzchu w Zielone Świątki. W 2024 roku przyznano mu Nagrodę Vilenica.

## Wybrana twórczość

### Powieści
- Buick Riviera (2002; I wyd. pol. 2003)
- Dvori od oraha (2003)
- Inšallah Madona, inšallah (2004)
- Glorija in excelsis (2005)
- Ruta Tannenbaum (2006; I wyd. pol. 2007)
- Freelander (2007; I wyd. pol. 2010)
- Srda śpiewa o zmierzchu w Zielone Świątki (Srda pjeva, u sumrak, na Duhove, 2009; I wyd. pol. 2011)
- Wołga, Wołga (Volga, Volga, 2009; I wyd. pol. 2014)
- Psy nad jeziorem (Psi na jezeru, 2010; I wyd. pol. 2017)
- Ojciec (Otac, 2010; I wyd. pol. 2012)
- Rod (2013)

### Zbiory opowiadań
- Sarajevski Marlboro (1994)
- Karivani (1995)
- Mama Leone (1999)
- Historijska čitanka (2000)
- Hauzmajstor Šulc (2001)
- Rabija i sedam meleka (2004)
- Drugi pocałunek Gity Danon (Drugi poljubac Gite Danon, 2007; I wyd. pol. 2016)

### Tomiki poezji
- Opservatorija Varšava (1988)
- Uči li noćas neko u ovom gradu japanski? (1992)